# Margites sulcicollis
Margites sulcicollis là một loài bọ cánh cứng trong họ Cerambycidae.